# Kokyū-Nage
Kokyū-Nage (jap. 呼吸投げ) ist eine Gruppe von Wurftechniken (Nage-Waza) in der japanischen Kampfkunst Aikidō. Diese Gruppe von Techniken stellt eine Besonderheit innerhalb der Kampfkünste dar und wird ausschließlich im Aikidō angewandt. Die Techniken werden als Halbwurf ausgeführt. Der Begriff bedeutet „Atemkraft-Wurf“.

## Grundlage der Gruppe von Techniken
Im Aikidō werden die Techniken abgeleitet von der Handhabung des japanischen Schwertes, des Katana. Der Neutralisation eines Angriffs und dem Lenken der Angriffsbewegung kommt deshalb große Bedeutung zu.
Ein wirkungsvoller Angriff beinhaltet immer eine bestimmte Dynamik und Wucht zu dessen Durchsetzung. Eine Vielzahl von Angriffstechniken bringt es mit sich, dass der Angreifer beim Kontrahenten einen stabilen, festen Griff setzt, sei es durch Greifen an Gliedmaßen, an Kleidungsstücke oder auch an Waffen oder Werkzeuge mit dem Ziel, die Kontrolle darüber zu gewinnen.
Bei der Ausführung von Techniken aus der Gruppe der Kokyū-Nage bleibt das Momentum der Angriffsbewegung erhalten und die Richtung wird gelenkt, nicht aber die Ausführung in irgendeiner Form blockiert. Vielmehr wird das Bewegungsmomentum über den Punkt hinausgeführt, bis zu welchem der Angreifer seine Bewegung selbst kontrollieren kann. Zusätzlich beschleunigt der Aikidōka (Aikidō-Ausübender) diese Bewegung sachte, aber nicht ruckartig, da der Griff sonst abreißen würde. Durch den Kontrollverlust über die eigene Bewegung und die zusätzliche Dynamisierung muss der Angreifer zu seinem Selbstschutz von seiner Attacke ablassen und seine Eigenbewegung in einen kontrollierten Sturz überführen. Die Neutralisation der Attacke wird damit allein durch Lenkung und Beschleunigung der ohnehin stattfindenden Bewegung erzielt. Während der ganzen Ausführung bis zum Moment, an dem er zum Selbstschutz loslassen muss, kann der Angreifer seinen Griff beibehalten, wodurch zusätzlich die Illusion seinerseits entsteht, es verlaufe alles nach Plan.
„Kokyū“ – Atemkraft – wird bei der Ausführung dahingehend eingesetzt, dass der Aikidōka vom Zeitpunkt an, an dem er gefasst wird, und während der ganzen Ausführung mit Spannung in seinem Unterbauch ausatmet. Durch diese Druckerhöhung in der Lunge und im Unterbauch erfährt sein Körper einen Tonus, der es ihm erlaubt, die Beschleunigung nicht mit Muskelkraft herbeizuführen, sondern durch Bewegung seiner ganzen Körpermasse. Dadurch ist es ihm schon mit geringster Änderung seiner Körperbewegung möglich, Geschwindigkeit, Lage und Richtung des Sturzes des Angreifers zu dirigieren.

## Ausführung von Kokyū-Nage ohne festen Griff des Angreifers
Eine Variation der Techniken besteht darin, dass die Gegenmaßnahmen durch den Aikidōka zu einem Zeitpunkt eingeleitet werden, an dem der Angreifer seinen Griff noch nicht hat ansetzen können, jedoch mit seiner Angriffshand bereits so nahe am beabsichtigten Ziel angelangt ist, dass er seine Bewegung nicht mehr zu stoppen vermag. Führt der Aikidō-Ausübende von diesem Moment an seine Koyku-Nage-Bewegung aus, ist diese im Tempo völlig synchron mit der Angriffsbewegung. Der Angreifer steht während der ganzen Ausführung nur eine Handbreit davon entfernt, dass er seinen Griff ansetzen könnte, ist allerdings wegen der fortlaufenden Bewegung und dem Kontrollverlust über seine Bewegung nicht mehr dazu in der Lage.
Diese Ausführungsart kann man auch bezeichnen als Lenken des Geistes des Angreifers, denn dieser hält seine Intention zum Griff aufrecht, verliert wegen des niemals stattfindenden Kontakts mit seinem Ziel jedoch den Überblick über das Geschehen und wird in der Folge, im übertragenen Sinne, von seiner eigenen Absicht geworfen.

## Basis-Technik und Varianten mit eigenem Namen
Kokyū-Nage-Techniken sind in sehr vielfältiger Ausführung anwendbar. Allen ist gemeinsam, dass der Angreifer einen stabilen Griff setzt und der Aikidōka mit Hilfe seiner Atemkraft und des Körpertonus die Richtung und Geschwindigkeit bestimmt. Eine eigentliche Basis- oder Grundlagentechnik lässt sich in der Vielzahl aller Aikidō-Techniken nicht ausmachen.
In einigen Aikidō-Systemen wird die als „Genkei-Kokyū-Nage“ bezeichnete Technik (Vergleich Masatomi Ikeda, Klassifizierungssystem für Aikidō-Techniken) als Basis der Kokyū-Nage-Techniken angesehen. Dies dürfte historische und didaktische Gründe haben, nicht jedoch systembedingte. In den meisten Aikidō-Lehrverbänden werden alle Kokyū-Nage-Techniken ohne nähere Bezeichnung geführt und namentlich als „Kokyū-Nage“ subsumiert. Dies erschwert die Wissensvermittlung, da es oftmals wünschenswert ist, sich aus didaktischen Gründen auf eine bestimmte zu beziehen.
Deshalb sind ausführungstechnische wie auch namensgebende Variationen in allen Aikidō-Stilen und -Lehrverbänden möglich, wobei die Prinzipien beibehalten werden. Einige nach den Prinzipien der Kokyū-Nage Wurftechniken ausgeführte Aikidō-Techniken sind:
- Genkei Kokyū-Nage – Basis-Kokyū-Nage-Technik
- Maeotoshi – Überführung der Griffs an das Handgelenk oder den Unterarm in eine Vorwärtsrolle (mae – „vorwärts“)
- Hikiotoshi – Störung des Angriffs durch plötzliches Abknicken des Ellbogens (hiki – „Ellbogen“) mit gleichzeitiger Beschleunigung durch starken Zug
- Shihogiri Kokyū-Nage – Ausführung der Kokyū-Nage-Technik in der Bewegungsfolge der Technik Shihō nage, jedoch ohne dass der Aikidō-Ausübende den Angreifer festhält (Anmerkung: in der Kokyū-Nage-Ausführung hält der Angreifer den Griff)
- Torifune Kokyū-Nage – Ausführung der Kokyū-Nage-Technik in der Bewegungsfolge von Torifune
- Nentenmakiotoshi – Ausführung der Kokyū-Nage-Technik mit nach oben-innen gerichteter Einrollbewegung des Armes (maki – "einrollen")
- Chinshin Kokyū-Nage – der Aikidōka senkt während der Beschleunigungsphase seinen Körper plötzlich vor dem Angreifer tief auf die Knie ab, wodurch dieser über den Aikidōka hinweg stürzt (chinchin – „verschwinden“)
- Kaiten Kokyū-Nage – Kokyū-Nage-Technik in der Bewegungsabfolge der Technik Kaiten Nage
- Furizuki Kokyū-Nage – Ausführung der Kokyū-Nage-Technik mit Antäuschen eines Gegenangriffs (Atemi waza) frontal an die Kehle des Angreifers, ohne Schlagkontakt, aber mit Verlängerung der Bewegung bis über den Punkt des Kontrollverlustes hinaus.

## Abschluss der Technik
Kokyū-Nage-Techniken erfordern keine Festhaltepositionen, da der Körperkontakt mit dem Wurf abbricht.